# Anna Tramontano
Anna Tramontano (Napoli, 14 luglio 1957 – Roma, 10 marzo 2017) è stata una biologa italiana.
Anna Tramontano è stata una biologa computazionale italiana e professoressa di biochimica all’Università La Sapienza di Roma. Tra il 2011 e il 2014 è stata membro del Consiglio Scientifico all’European Research Council. Ha lavorato come co-redattrice nella rivista Bioinformatics dal 2005 al 2016, curando gli articoli di bioinformatica strutturale, e come editor nelle riviste Proteins, PLoS One e Current Opinion in Structural Biology.

## Formazione
Anna Tramontano ha inizialmente studiato fisica, conseguendo un dottorato all’Università di Napoli nel 1980. Dopo un periodo di post-dottorato alla University of California di San Francisco, è stata “staff scientist” nel Biocomputing Programme dell’EMBL ad Heidelberg. In seguito si è specializzata nel campo della biologia computazionale e portato a termine i suoi studi post-dottorato all’Università della California, sviluppando InsightII, un software di grafica 3D per la modellazione molecolare. 
In seguito ha partecipato ad un programma dell’European Molecular Biology Laboratory di Heidelberg lavorando con Arthur Lesk sull’analisi e la modellazione di anticorpi.
Nel 1990 è rientrata in Italia lavorando come direttore del Dipartimento di Chimica e Biologia Computazionale dell’Istituto di Ricerche di Biologia Molecolare, mentre dal 2001 al 2017 ha insegnato come professore ordinario di Biochimica e in seguito nel Dipartimento di Fisica della Sapienza, proseguendo gli studi sull’analisi di dati genomici e proteici.

## Riconoscimenti
Anna Tramontano ha svolto il ruolo di vice presidente dell’International Society for Computational Biology (ISCB) ed è stata eletta membro nel 2016. Fin dall’inizio ha svolto ruoli di dirigenza nell’ISCB ed è stata per molti anni membro senior.
È stata insignita del premio per le Scienze Naturali della Presidenza del Consiglio dei Ministri, del Premio Marotta e del Premio Tartufari e del KAUST Investigator Award.

## Biografia
Anna Tramontano è stata membro del Consiglio Scientifico dell’European Research Council, della European Molecular Biology Organization, del Consiglio Scientifico dell’Istituto Pasteur-Fondazione Cenci Bolognetti e del comitato organizzatore dell’esperimento mondiale CASP. Ha fatto parte dell’Advisory Board del Swiss Institute of Bioinformatics di Basilea, del Centro de Regulacion Genomica di Barcellona, del CNB di Madrid, del Max Planck for Molecular Genetics di Berlino, dell’IIMCB di Varsavia ed è stata membro dello Scientific Advisory Committee dell'EMBL e dell’European Bioinformatics Institute. È stata vice presidente della International Society for Computational Biology ed in seguito Chair della Steering Committee della European Conference in Computational Biology. 
È stata coinvolta attivamente nel campo della formazione in paesi in via di sviluppo. Ha collaborato in progetti di formazione in Africa, sponsorizzando in Kenya e nelle nazioni vicine (Uganda e Tanzania) un corso di 3 giorni in Proteomica da lei svolto. In seguito è rimasta in contatto con studenti africani di Bioinformatica permettendogli di entrare in contatto con numerosi laboratori in Europa, incluso il suo, per tirocini o studi avanzati.
Ha contribuito a garantire i fondi alla King Abdullah University of Science and Technology (KAUST) per un gran numero di borse di studio di viaggio per studenti africani permettendogli di partecipare alla ISCB Africa ASBCB Conference on Bioinformatics tenutasi a Bamako nel 2009.